# Victoria Hervey
Victoria Hervey Frederica Isabella (nascida em 6 de outubro de 1976) é uma modelo, socialite e aristocrata inglesa.

## Vida
Lady Victoria é a filha mais velha do 6.º Marquês de Bristol, e da sua terceira esposa Yvonne Marie Sutton. Ela é a irmã mais velha de Frederick Hervey e de lady Isabella Hervey. Os seus meios-irmãos mais velhos eram John Hervey e lorde Nicholas Hervey, ambos falecidos.
Nos primeiros dois anos da sua vida, viveu em Ickworth House, em Suffolk, antes dos seus pais terem ido para o exílio no Mónaco. Educada na Benenden Escola, ela passou um ano sabático em Florença e trabalhou em agências publicitárias em Londres. Depois estudou Literatura francesa e História da Arte na Universidade de Bristol, a mãe dela parou de dar os subsídios e Hervey, relutantemente, tornou-se recepcionista de Michael Winner. Este viria a fazer uma  alegação de pobreza. Ela teve um part-time na passarele, iniciando uma carreira de modelo, que ela esperava levar-lhe para a televisão, mas como ela tinha um corpo adequado à profissão, prosseguiu a carreira mais tempo, fazendo, por último, modelagem para Christian Dior. Em Abril de 2000, ela e o amigo Jane Blight abriram a boutique Akademi. Esta é frequentada por Victoria Beckham, Meg Mathews e Martine McCutcheon, mas encerrou em 2001 devido a dívidas estimadas em £ 350.000.
Foi durante a fase de lançamento da Akademi em que Victoria usou um vestido para a festa, que acumulou muita atenção dos tabloides. Com convites para festas e fotografias resultantes, o seu perfil pessoal cresceu rapidamente graças à sua vida social, o que fez dela um alvo para os tablóides britânicos e para revistas masculinas. Lady Victoria tem uma coluna no jornal The Sunday Times.
Em dezembro de 2003, Victoria foi para Los Angeles, na esperança de se tornar atriz, garantindo uma pequena presença no filme de 2004 RX, contracenando com Colin Hanks (filho de Tom Hanks), como garçonete de um restaurante. Ela voltou ao Reino Unido, aparecendo em diversos programas de televisão.
Lady Victoria tem tido algumas relações séries, sendo as mais notáveis Mogens Tholstrup, David Coulthard e Shane Lynch.